# Batalla del turó 776
La batalla del turó 776 o batalla d'Ulus-Kert, va ser un enfrontament de la Segona Guerra de Txetxènia que va tenir lloc al congost del riu Argun, al districte de Xatoiski, al centre de Txetxènia, entre els pobles d'Ulus-Kert i Selmentausen.
A les acaballes de febrer del 2000, l'exèrcit rus va intentar envoltar i destruir una gran força separatista txetxena (incloent-hi molts combatents estrangers) que es retirava de la capital txetxena, Grozni. L'objectiu de la retirada eren les zones al voltant de Xatoy i Vedenó, a les muntanyes del sud de Txetxènia, després del setge de 1999–2000 i la captura de Grozni i de la fugida de la força principal rebel de la ciutat a principis d'aquell mes. El 29 de febrer de 2000, poques hores després que el ministre de defensa rus, ígor Sergueiev, hagués assegurat al govern que la guerra de Txetxènia havia acabat, una força russa aïllada formada principalment per una companyia de paracaigudistes de la 76a Divisió Aerotransportada de la ciutat de Pskov es va trobar aïllada per una columna txetxena en retirada dirigida per Ibn Al-Khattab, comandant de combatents estrangers a Txetxènia. Després de forts combats durant tota la nit, les posicions russes al turó 776 van quedar superades i la majoria dels soldats van morir.
Avui dia continua havent-hi dubtes i incerteses pel que fa a molts aspectes d'aquest enfrontament, incloent-hi el nombre de combatents i de víctimes, la quantitat de suport d'artilleria i de suport aeri proper i la durada de tota la batalla.